# 外交 (遊戲)
強權外交（Diplomacy），也稱作外交風雲或外交，是由Allan B. Calhamer於1959年設計的經典桌遊，屬於戰棋及談判類型遊戲。這個遊戲之所以成為經典是因為它沒有骰子，而且資訊都是公開的，可以在遊戲版上確認戰鬥能否勝利；所以對玩家而言，爭取盟友變得尤為重要。因此，這個遊戲具有高度的互動及外交深度。

## 遊戲介紹
強權外交的遊戲人數可為2至7人，雖然不足7人遊戲依然可以進行，但是7人的遊戲場合是最公平和最刺激。玩家扮演第一次世界大戰前歐陸列強英國、法國、德國、意大利、奧國、俄國和土耳其。合縱連橫在外交桌上瓜分歐陸利益的鬥智遊戲，玩家在地圖上移動陸軍和海軍，結盟和違約，背刺可能是在所難免的。許多桌上遊戲是以版圖作為遊戲進行的場域，外交則有所不同，所有影響局勢的決定都發生在玩家之間的互動。
遊戲在某一位玩家席捲一半以上的歐陸或是全部存活的玩家同意和局時結束。

### 出版時間與排名
強權外交於1959年出版，距今超過50年。在BoardGameGeek網站中，居所有桌上遊戲的第368名，排名及出版年份都在強權外交之前的遊戲僅有以下3款：第41名Crokinole 彈指棋(1876出版)、第309名 Bridge 橋牌 (1925出版)、第335名 Chess 西洋棋 (1475出版)。但是，這3款遊戲以上都非圖版遊戲，換句話說，於1959之前出版的圖版遊戲中，強權外交排名第一。另外，出版年份最接近Diplomacy的圖版遊戲則是第152名的Acquire 套利 (1962出版)；在BoardGameGeek網站的戰棋類遊戲中，強權外交排第47名，同樣是前47名當中出版時間最早的。

## 遊戲規則

### 地圖
- 陸域
  - 沿海省份：與海域接鄰的省份，海軍與陸軍皆可停駐，海軍亦可在沿海省分間移動。值得注意的是，俄羅斯的Stp省份同時與兩個海域接鄰，分為南岸和北岸，兩個港灣不能互通，例如：停駐於北岸的海軍無法進入南方的Lvn省。北德意志地區的Kle省份雖然有前述情況，但該省分設有運河，因此與其相鄰的兩個海域，可以透過該省份互相通行。同樣的，同時接鄰地中海與黑海的保加利亞(bul省份)，其東岸與南岸之間的通行則必須經過君士坦丁堡(Con省份)。也因此，Con省份和Kle省份是整個地圖中少數同時可供陸海軍穿越的「十字路」。
  - 內陸省份：未與海域接鄰的省份，僅能讓陸軍停駐
  - 中立省份：任何人均不可進入之省份，一般是設定於瑞士(Swi省份)
- 海域

非陸地的區域，僅能讓海軍停駐。若兩個沿海省份中間僅間隔一塊海域，陸軍可透過海軍的運輸跨過海域。
- 資源點

有些省份會標記資源點，依其功能分為以下兩種：
- - 母國資源點：遊戲初始配置予各國的資源點。此資源點除了加入每年度結算，亦具有建造軍隊的功能。若秋季結算階段，你擁有的資源點大於你目前所擁有的軍隊，且母國資源點的省份上無其他軍隊，則你可以在標記母國資源點的省份上建造軍隊。必須注意母國資源點僅有初始配置的省份，額外占領他國的母國資源點則視為自己的殖民資源點。也就是你無法在自己母國以外的省份上建造軍隊。
  - 殖民資源點：標記此種資源點的省份，只單純作為結算階段的資源計算之用。必須注意他國的母國資源點對自己而言，屬於殖民資源點。

### 回合
強權外交採用回合制。大單位是年，以1901年起算。一年又可以細分為兩個回合，分別是春季和秋季。春季有兩個動作階段，秋季有三個動作階段。每回合（或每階段）每位玩家都可以對自己的每個部隊下達一個指令，不同階段有不同類型的指令。

### 指令
- 春季
  - 談判（diplomatic）：在這個階段裡，玩家有兩個工作需要去做，一個是嘗試著和其他玩家交涉、連絡，達到自己擬定的戰略目的。另外一個工作就是下達部隊的移動或支援指令。
    - 留守（hold）：使部隊停駐於原地，一般而言不需要特別聲明留守的部隊，所有未接獲指令的部隊均視為留守。
    - 進軍（move）：所謂進軍其實就是將自己選定的部隊移動到另外一個省份。指令的寫法如下：
原駐軍地名+原駐軍種 → 目標地地名
例如：Kiel Army → Denmark
基於一地一軍的原則，也就是一個省份中只能停駐一支部隊，如果一個部隊的移動目標地沒有敵軍移入或原駐留敵軍移出時，則該部隊成功移入目標地。如果移動目標地的原駐留軍隊沒有移出，則該部隊無法進入目標地而退回原地。如果正好有另一支部隊也要同時進入同一個目標地，則雙方發生對峙，雙方都無法進入該目標地而退回原地，此時該省份的支配仍未發生變動。
    - 支援（support）：支援指令分為支援進軍和支援留守。在單獨一支部隊無法進入目標地的情況下，我們會需要使用支援指令。指令寫法如下：
應援駐軍地名+應援駐軍種 → 受援駐軍地名+受援駐軍種 → 目標地地名
例如：Baltic sea Fleet → Kiel Army → Denmark
如果單獨一支部隊難以防守駐地，我們也會需要使用支援指令。指令寫法如下：
應援駐軍地名+應援駐軍種 → 受援駐軍地名+受援駐軍種
例如：Baltic sea Fleet → Kiel Army
請注意如果應援的部隊駐地遭到攻擊，將會中斷該部隊的支援指令，因為它必須要回頭防守自己的駐地，無暇支援。

### 遊戲用語
- AoW (Act of War)

戰爭行為，指有嚴重威脅的行為，形同宣戰之舉。
例：“你的軍隊移動是戰爭行為!”
- Freindly Gesture

友好姿態。主動或應要求做出表示友誼的動作。
包括把軍隊撤出敏感之地、向他國透漏自己下一回合的舉動。
- SoI (Sphere of Influence)

勢力範圍，兩強互相分配資源的默契。
例：法對德說，“比利時是我的勢力範圍，如何？”德回答，“那荷蘭是我的勢力範圍”
- Exchange (exchange terms)

交換條件，與人互相要求和承諾時用。
例：英對德說，“你的荷蘭海軍支援英吉利海峽到比利時,交換我挪威海軍支援丹麥海軍到瑞典?」”
- Stab ("stab in the back")

背刺，背後捅一刀的意思，引申為暗算之意。
- DoW (Declaration of War)

宣戰。
- Truce

停戰協議。
- Alliance

同盟，兩國或多國之間長期共同協助的約定。
如果所有的國家皆分屬兩個以上的敵對陣營，遊戲即進入“全面大戰”的狀態。
例：英國對德國說，“我們同盟吧！”
- NAP (Non-Aggression Pact)

互不侵犯條約。
例：德對俄說，“我們互不侵犯，如何?”
- DMZ (De-Militarized Zone)

非武裝區，兩國以上建立之區域共識。參與國若將單位移入該區，將被視為戰爭行為。
例：英對法說，“我們不約定互不侵犯 ，但英吉利海峽為非武裝區，如何?” 
- MDP (Mutual Defence Pact)

共同防禦條約。
如果有任何一國攻擊任何一個立約國，將被視為對其他立約國的戰爭行為。
例：“告訴其他國家我們有MDP ，這樣就不會有人敢打我們了。”
提示：簽署的國家越多，條約對立約國的約束力就越弱。 
- RA (Retaliative Agenda)

盟約內部報復性條款。用來修正其他任何條約的一道條款。
如果有立約國違反約定內容，將受到其他立約國的報復。
提示：同上。此外，違約國一多，此條款形同廢文。
- Stalemate Lines [1]

對峙線是用單位排成的一條線，沒有任何單位會被敵軍以任何方式的攻擊或支援所擊退。在遊戲版上阻止敵軍進一步突進的狀態。

## 各種遊戲平台及遊戲方式

### 手機
方便即時收到訊息及與其他玩家溝通。
- Android

Droidippy
Realpolitik

### 網站
遊戲體驗較手機舒適，兼顧即時性。
- PlayDiplomacy.com

全球最多線上玩家 
- The Diplomatic Pouch
- Diplomacy Archive
- Diplomiscellany

### 電子郵件
需透過伺服器 

### 電腦
1984年Avalon Hill首度發行電腦版的強權外交。1990年Computer Gaming World給予該遊戲4顆星的評價(最高5)。1999年Hasbro再次發行。2005年Paradox Interactive發行新版的強權外交。

## 賽事

### 世界盃
| 年度 | 舉辦城市     | 舉辦國 | 冠軍國籍 |
| ---- | ------------ | ------ | -------- |
| 1988 | 伯明罕       | 英國   | 英國     |
| 1990 | 北卡羅來納州 | 美國   | 美國     |
| 1992 | 坎培拉       | 澳洲   | 澳洲     |
| 1994 | 伯明罕       | 英國   | 法國     |
| 1995 | 巴黎         | 法國   | 法國     |
| 1996 | 哥倫比亞     | 美國   | 美國     |
| 1997 | 哥德堡       | 瑞典   | 法國     |
| 1998 | 北卡羅來納州 | 美國   | 美國     |
| 1999 | 那慕爾       | 比利時 | 瑞典     |
| 2000 | 亨特谷       | 美國   | 英國     |
| 2001 | 巴黎         | 法國   | 法國     |
| 2002 | 坎培拉       | 澳洲   | 澳洲     |
| 2003 | 丹佛         | 美國   | 法國     |
| 2004 | 伯明罕       | 英國   | 法國     |
| 2005 | 華盛頓       | 美國   | 挪威     |
| 2006 | 柏林         | 德國   | 法國     |
| 2007 | 溫哥華       | 加拿大 | 美國     |
| 2008 | 洛肯豪斯     | 奧地利 | 德國     |
| 2009 | 哥倫比亞     | 美國   | 澳洲     |
| 2010 | 海牙         | 荷蘭   |          |
| 2011 | 希尼         | 澳洲   |          |
| 2016 | 芝加哥       | 美國   |          |
| 2017 | 牛津         | 英國   |          |

### 台灣競賽
- Facebook社團“Diplomacy 外交風雲 (強權外交)”於2014年首度公開招募玩家參與比賽。

## 遊戲資源及參考資料

### 書籍
- The Game of Diplomacy

作者 Richard Sharp，第一本介紹及論述本遊戲的書籍。
- Gamers' Guide to Diplomacy

遊戲出版社AVALON HILL，官方出版的書籍。

### 相關遊戲
- 戰國風雲

- Realpolitik

## 外部連結
- EuroDipCon - 歐洲強權外交冠軍杯官方網站
- Play Diplomacy Online （页面存档备份，存于） - 線上遊戲網站
- Diplomatic Pouch - 線上遊戲網站
- 純美蘋果園 （页面存档备份，存于）
- The Game of Diplomacy線上版 （页面存档备份，存于）
- 強權外交手機版 （页面存档备份，存于）
- Realpolitik手機版 （页面存档备份，存于）
- Avalon Hill的產品網頁 （页面存档备份，存于）

1. ↑  .   [2015-10-09]. （原始内容存档于2015-09-20）.
2. ↑  .   [2015-10-09]. （原始内容存档于2015-10-06）.
3. ↑  .   [2015-10-08]. （原始内容存档于2015-08-26）.
4. ↑  .   [2015-10-09]. （原始内容存档于2016-03-04）.